# Kozinščak
Kozinščak – wieś w Chorwacji, w żupanii zagrzebskiej, w mieście Dugo Selo. W 2011 roku liczyła 1345 mieszkańców.